# Wekerom
Wekerom est un village situé dans la commune néerlandaise d'Ede, dans la province de Gueldre. Le 1er janvier 2006, le village comptait 2 540 habitants.